# Laonidae
Laonidae is een familie van weekdieren uit de klasse van de Gastropoda (slakken).

## Geslacht
- Laona A. Adams, 1865